# Molotiv, Jîdaciv
Molotiv (în ucraineană Молотів) este un sat în comuna Bortnîkî din raionul Jîdaciv, regiunea Liov, Ucraina.

## Demografie
Componența lingvistică a localității Molotiv
     Ucraineană (100%)
Conform recensământului din 2001, toată populația localității Molotiv era vorbitoare de ucraineană (100%).